# Oborniki Śląskie (gmina)
Oborniki Śląskie est une gmina mixte du powiat de Trzebnica, Basse-Silésie, dans le sud-ouest de la Pologne. Son siège est la ville d'Oborniki Śląskie, qui se situe environ 12 km à l'ouest de Trzebnica, et 22 km au nord-ouest de la capitale régionale Wrocław.
La gmina couvre une superficie de 153,75 km2 pour une population de 17 838 habitants.

## Géographie
La gmina est bordée par la ville de Wrocław et les gminy de Brzeg Dolny, Miękinia, Prusice, Trzebnica, Wisznia Mała et Wołów.